# Pride of Burgundy
Die Pride of Burgundy war eine 1993 in Dienst gestellte Fähre der britischen Reederei P&O Ferries. Sie stand bis 2020 im Passagierfährdienst auf der Strecke von Dover nach Calais im Einsatz. Seit Juni 2021 war das Schiff als reine Frachtfähre im Einsatz, bevor es im Dezember 2021 ausgemustert und 2023 im türkischen Aliağa abgewrackt wurde.

## Geschichte
Die Pride of Burgundy lief am 16. Mai 1992 unter der Baunummer 1074 in der Werft von Schichau Unterweser in Bremerhaven vom Stapel und wurde am 23. März 1993 an den Betreiber P&O European Ferries (seit 2002 nur noch P&O Ferries) abgeliefert. Die Indienststellung zwischen Dover und Calais erfolgte am 5. April 1993.
Die Pride of Burgundy wurde ursprünglich als RoRo-Frachter für die Strecke von Dover nach Zeebrügge gebaut. Jedoch entschied man sich dazu, das Schiff als Fähre zu vollenden und für die Strecke von Dover nach Calais einzusetzen. Angeblich sollte sie ursprünglich Pride of Lille heißen, jedoch gibt es keine Belege Seitens der Reederei für diese Behauptung. Sie ist eine der kleinsten Fähren auf der Strecke von Dover nach Calais und kann 1420 Passagiere sowie 600 PKW befördern.
Von 1998 bis 2002 trug das Schiff den Namen P&OSL Burgundy, anschließend PO Burgundy. Seit Februar 2003 ist die Fähre wieder als Pride of Burgundy im Einsatz.
Am 23. September 2010 wurde die Pride of Burgundy an Vattenfall verchartert, um geladene Gäste zur Eröffnung eines neuen Windparks nach Ramsgate zu bringen. Nach dieser Fahrt kehrte das Schiff wieder in den Fährdienst zurück.
Am 27. Oktober 2012 kollidierte die Pride of Burgundy  bei starkem Seegang mit der Fähre Berlioz. Die Pride of Burgundy wurde dabei am rechten Brückenflügel beschädigt, der Schaden konnte jedoch nach ein paar Stunden repariert werden. Die Berlioz wurde schwerer beschädigt und musste zur Reparatur in ein Trockendock.
Während des 28. Septembers 2013 musste die Pride of Burgundy wegen technischer Probleme kurzzeitig außer Dienst gestellt werden, um in der Damen Yard in Flushing repariert zu werden. Am 1. Oktober 2013 kehrte das Schiff in den Dienst zurück. Bereits wenige Tage später musste das Schiff am 19. Oktober erneut für kurze außer Dienst gestellt werden, da sie nach einem Ruderausfall mit dem Pier in Calais kollidierte.
Aus steuerlichen Gründen aufgrund des EU-Austritts des Vereinigten Königreichs steht die bis dahin in Großbritannien registrierte Pride of Burgundy seit März 2019 unter der Flagge von Zypern im Einsatz, der Heimathafen wechselte von Dover nach Limassol.
Aufgrund der COVID-19-Pandemie wurde die Pride of Burgundy am 3. Mai 2020 ausgemustert und in Leith aufgelegt. Anfang Oktober 2020 gab P&O Ferries bekannt, die Pride of Burgundy nicht wieder in den regulären Fährdienst zu stellen, sondern zum Verkauf anzubieten. Vom 3. November bis 5. Dezember 2020 stand das Schiff für kurze Zeit wieder zwischen Dover und Calais im Einsatz, beförderte jedoch hierbei nur Fracht und keine Passagiere. Anschließend wurde es wieder aufgelegt. Im Juni 2021 kehrte die Pride of Burgundy nach einem Trockendockaufenthalt als Frachtfähre in den Dienst von Dover nach Calais zurück. Im Dezember 2021 ging das Schiff für eine Werftüberholung nach Dunkerque, kehrte jedoch anschließend nicht wieder in den Dienst zurück, sondern blieb stattdessen dort aufgelegt.
Anfang März 2023 wurde die Pride of Burgundy zum Abbruch ins türkische Aliağa verkauft. Am 16. April 2023 traf das 30 Jahre alte Schiff bei der Abwrackwerft ein, drei Tage später wurde es zum Abbruch gestrandet.

## Ausstattung
Die Pride of Burgundy war das kleinste Schiff von P&O Ferries auf der Strecke Dover–Calais. Sie hatte neun Decks, von denen auf Deck 3 und 5 die Fahrzeuge untergebracht wurden. Die Aufenthalts- und Speiseräume der Passagiere befanden sich auf Deck 7 und 8. Die Deck waren in Raucher- und Nichtraucher-Bereiche unterteilt.
Im Gegensatz zu ihren Schwesterschiffen hatte die Pride of Burgundy auf Deck 7 neben den Aufenthalts- und Speiseräumen auch einige Kabinen. Diese waren jedoch nicht für Passagiere zugänglich und ausschließlich für die Besatzung bestimmt.

## Schwesterschiffe
Die Pride of Burgundy hat insgesamt drei Schwesterschiffe, die sich allerdings in einigen Details voneinander unterscheiden. Zudem ist die Pride of Burgundy das einzige der Schiffe, das von Anfang an als Passagierfähre im Einsatz stand, während alle anderen Einheiten als RoRo-Frachter fertiggestellt wurden und teilweise erst zu Beginn der 2000er Jahre einen entsprechenden Umbau erhielten. Die Schwesterschiffe sind:
- European Seaway (noch immer als RoRo-Frachter im Einsatz)
- Pride of Canterbury
- Pride of Kent